# Oláhszentgyörgy

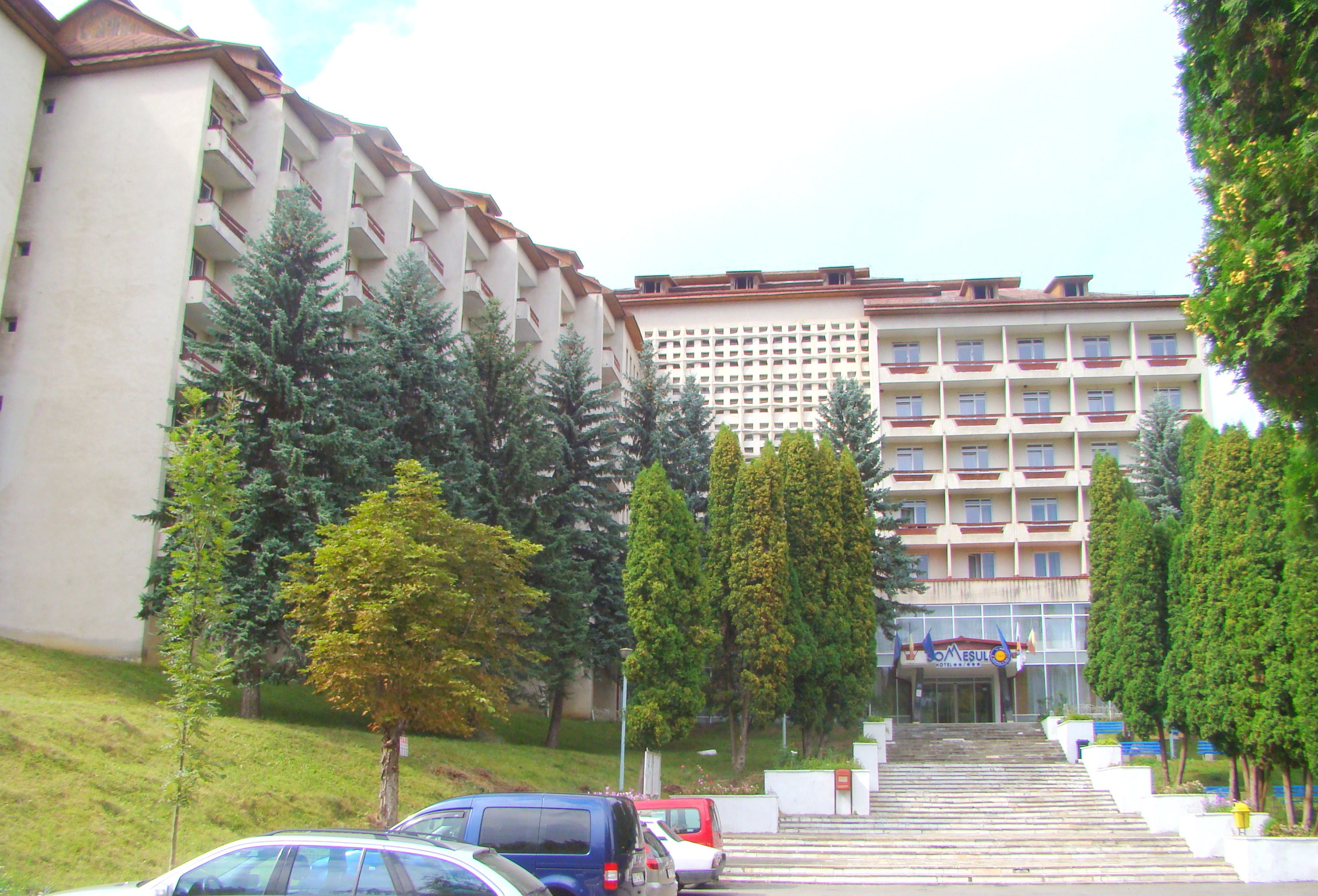
Szálloda

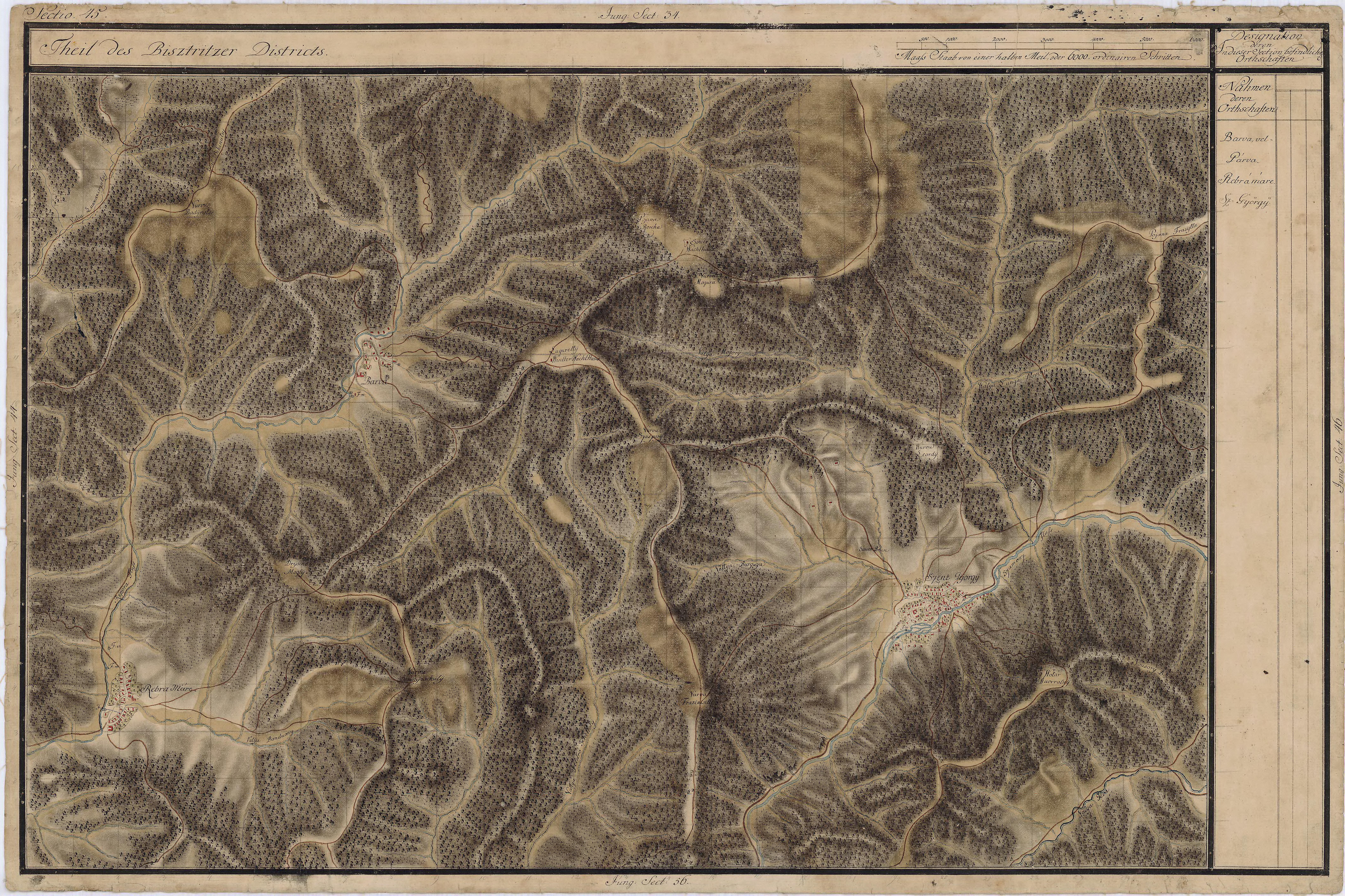
Oláhszentgyörgy környéke 1769-1773 között

Oláhszentgyörgy (románul Sângeorz-Băi, korábban Sângeorgiul Român, németül Rumänisch Sanktgeorgen, szászul Gergn) város Romániában,  Erdélyben, Beszterce-Naszód megyében.

## Fekvése
Naszódtól 31 km-re északkeletre, a Nagy-Szamos partján, a Radnai-havasok déli lábánál fekszik.

## Nevének eredete
Első említése 1245-ből való, Sanct Gurgh alakban. Mai magyar neve először 1607-ben tűnt föl (Oláh Szentgyörgyen). Román nevében a Băi 'fürdők'-et jelent.

## Története
1440 előtt szászok lakták. 1450-ből fatemplomáról (capellam ligneam) van említés. A radnai kerülethez, a 18–19. században Naszód vidékéhez, majd 1876-tól Beszterce-Naszód vármegyéhez tartozott.
1698-ban 44 román család, 1721-ben 92 család lakta. 1816-ban ide helyezték át a majori triviális iskolát, 1825–1826-ban fölállították normaiskoláját is. Naszód vidéke fennállása idején, 1876-ig járásszékhely volt.
Öt ismert gyógyforrását a község építette ki fürdőhellyé 1876 körül, Hébéfürdő néven. Főleg román üdülők jártak ide, szemben az inkább magyar vendégkörű Dombháttal. Palackozott vizét Erdélyen kívül Bukovinában is terjesztették. 1911-ben a község haszonbérbe adta a besztercei román értelmiségiek által alakított Hebe Rt.-nek, amely újabb befektetéseket eszközölt a fürdő fejlesztése érdekében.
1888-tól gyógyszertár működött benne. 1960-ban kapott városi rangot.
Liviu Rebreanu Ion című regényének egyik helyszíne.

## Népessége
- 1850-ben 2179 lakosából 2106 volt román és 55 cigány nemzetiségű; 2159 görögkatolikus és 14 római katolikus vallású.
- 1900-ban 3320 lakosából 3222 volt román, 53 német és 43 magyar anyanyelvű; 3125 görögkatolikus, 148 zsidó és 23 római katolikus vallású.
- 2002-ben Borpatakkal és Kormájával együtt 10 200 lakosából 9980 volt román, 157 cigány és 46 magyar nemzetiségű; 7461 ortodox, 2009 pünkösdista és 599 görögkatolikus vallású.

## Látnivalók
- Gyógyfürdője Borpatak településrészen található. Ma már kilenc gyógyforrásra és mofettákra épül. A kezelést emésztőszervi, máj- és epebetegségek ellen ajánlják. Hébé istennő carrarai márványból készült szobrát 1880-ban állították föl. A szocializmus alatt épült a 900 férőhelyes Hebe szálló.
- Két művészeti galéria.
- Kormája ortodox apácakolostorát 2003-ban alapították. Fatemploma 1749–1751-ben épült, és története során már háromszor költöztették át. Eredetileg egy a Porcaia völgyben 1733-ban, Misail rádóci püspök segítésével épült kolostorhoz tartozott, amely 1767-ben már nem létezett.[7] Ikonfalának felső része 1751-ből való.

## Gazdasága
Állattenyésztés, bútorgyártás, márványbányászat, turizmus.

## Oktatás
- Solomon Halița Elméleti Líceum (elődjét 1946-ban alapították).

## Híres emberek
- Itt született 1809-ben Macedon Pop görögkatolikus nagyprépost.
- Itt született 1895-ben Vasile Al-George műfordító.
- Itt született 1963-ban Gavril Balint labdarúgó.
- Itt született 1974-ben Ioana Nicolaie költő.